# Publio Vetio Escatón
Publio Vetio Escatón  fue un general marso en la guerra Social.

## Carrera militar
Derrotó a Lucio Julio César en batalla antes de marchar sobre y capturar Aesernia. También derrotó a otro cónsul, Publio Rutilio Lupo, que murió en la batalla contra sus fuerzas. Cuando se encontró con el ejército bajo el mando de Pompeyo Estrabón en vez de luchar contra él se reunieron los dos, tratándose sus ejércitos sin odio entre ellos. Según Séneca, fue capturado por los romanos pero fue apuñalado hasta la muerte por su esclavo en vez de tener que afrontar la ignominia de la derrota.